# 邁爾斯·波拉德
邁爾斯·波拉德（Myles Pollard，1972年11月4日—）是澳大利亞的一位演員。他最著名的作品包括在聚散離合中飾演James Edmunds角色。他出生在伯斯，在2006年結婚。